# Likferd
Likferd (norveški: "Pogreb") četvrti je i posljednji studijski album norveškog black/viking metal-sastava Windir. Diskografska kuća Head Not Found objavila ga je 27. ožujka 2003.

## Pozadina
Naslovnica albuma preuzeta je sa slike "Likferd at Sognefjorden" norveških slikara Adolpha Tidemanda i Hansa Gudea.

## Popis pjesama
Tekstovi i glazba: Valfar i Hvàll. 
| 1.    | »Resurrection of the Wild« | 5:52 |
| 2.    | »Martyrium«                | 5:00 |
| 3.    | »Despot«                   | 6:01 |
| 4.    | »Blodssvik«                | 5:47 |
| 5.    | »Fagning«                  | 8:31 |
| 6.    | »On the Mountain of Goats« | 5:24 |
| 7.    | »Dauden«                   | 4:19 |
| 8.    | »Ætti mørkna«              | 7:46 |
| 48:40 |                            |      |

## Recenzije
Eduardo Rivadavia, glazbeni kritičar koji piše za AllMusic, dao je albumu četiri zvjezdice od njih pet i komentirao je: "Poput svojih zemljaka iz Enslaveda članovi Windira posvetili su cijelu karijeru svojeg sastava zabilježavanju epskih priča iz nordijske povijesti i legendi u domoljubnom, gotovo opsesivnom obliku -- a pritom im pomaže nevjerojatno nasilan black metal koji sve započinje. Divan [...] Likferd iz 2003., njihov četvrti opus, nije iznimka: od slike norveških slikara Tidemanda i Gudea, koja im krasi naslovnicu i uspostavlja raspoloženje, do izvornih tema i metal-orkestracija u njemu – sve vezano uz album zbori "Norveška". Zadivljujuće, iako je tek njihov drugi album koji sadrži neke tekstove pjesama na engleskom jeziku, Likferd se može pohvaliti bogatstvom filmskog black metala s neodoljivim pjesmama poput "Martyrium", "Despot" i "On the Mountain of Goats" koje se u svakom smislu kvalificiraju kao klasično strukturirane simfonijske skladbe. Samo što su ovdje svirane uz pomoć virtualnog orkestra koji se sastoji od višeslojnih gitara, klavijatura i [...] udaraljki od kojih sva glazbala, uz dominantne grube vriskove i poneke zborske vokalne dionice, pletu guste harmonične pjene zvuka. Pomalo u sukobu s analognim srcem albuma, elektronički elementi ponegdje podižu svoje nepoželjne glave, ali osim u dijelovima dugačke [pjesme] "Fagning", češće su [...] neprimjetno integrirani u dojmljivo platno Likferda. Uz ostale majstorske uratke kao što su "Resurrection of the Wild" i "Blodssvik" koji predvode put, postavlja se pozornica za emocionalno složeno i nevjerojatno osjetilno iskustvo slušanja."

## Zasluge
| Windir - Valfar – vokali, harmonika, produkcija, miksanje - Hvàll – bas-gitara. produkcija, miksanje - Steingrim – bubnjevi, produkcija, miksanje - Sture – ritam gitara - Strom – solo gitara - Righ – klavijature | Dodatni glazbenici - Cosmocrator – vokali Ostalo osoblje - Tom Kvalsvoll – mastering - Torbjørn Akkerhaugen – produkcija, miksanje - Stig Ese – produkcija, miksanje |